# Во (Алесандрија)
Во је насеље у Италији у округу Алесандрија, региону Пијемонт.
Према процени из 2011. у насељу је живело 258 становника. Насеље се налази на надморској висини од 232 м.